# Demonax gracilis
Demonax gracilis är en skalbaggsart som beskrevs av Maurice Pic 1935. Demonax gracilis ingår i släktet Demonax och familjen långhorningar. Inga underarter finns listade i Catalogue of Life.